# スピラ・スピカ
スピラ・スピカ（Spira Spica）は、日本のポップ・ロックバンドである。2013年に奈良県で結成。所属事務所はソニー・ミュージックアーティスツ。レーベルはSACRA MUSIC。2022年9月からはボーカルの幹葉によるソロプロジェクトとなっている。

## 来歴
2013年
- 1月29日、結成[1]。

2015年
- 3月、スノーマンとして、1stシングル「Good For Nothing」をリリース。
- 11月28日、eo Music Try2015にて727組から選ばれた7組として出場し、準グランプリを獲得[2]。
- 12月18日、スノーマンとして1stミニアルバム「スノウワンダーランド」をリリース[3]。

2016年
- 7月7日、「metro polica」とのスプリットCD「refrain」をリリース。
- 8月3日、「 MASH FIGHT! vol.5 」へのシード権をかけて心斎橋JANUSで開催されたセミファイナルイベント「 MASH FIGHT! 夏のセミファイナル 2016」に出演[4]。関西代表のシード権を獲得した[5]。

2017年
- 3月15日、スノーマン初の二枚組アルバムの一枚目『乗り越える(上)』をリリース。
- 6月13日、二枚組アルバムの二枚目『乗り越える(下)』をリリース。
- 8月8日、心斎橋JANUSにて、スノーマン初のワンマンライブ『雪見超大陸』を開催。
- 12月15日、ドラム担当のやまとが脱退。

2018年
- 1月6日、ROCKTOWNにて自主企画フェスイベント「雪フェス」を開催し、バンド名を「スノーマン」から現在の「スピラ・スピカ」に改名することを発表した[6]。
- 5月2日、初となる全国流通盤アルバム『雪と星と僕ら』をリリース[7]。
- 6月、『ガンダムビルドダイバーズ』（テレビ東京系列）のエンディングテーマ「スタートダッシュ」を担当[8]。作詞は、幹葉（Vo.）とロックバンド・チャットモンチーの元ドラマーで作詞家の高橋久美子と共作である[9]。
- 7月16日、「スタートダッシュ」のミュージック・ビデオを公開[10]。
- 8月8日、メジャーデビューシングル「スタートダッシュ」をリリース[11][12]。

2019年
- 3月6日、2ndシングル「小さな勇気」をリリース[13]。
- 5月29日、3rdシングル「恋はミラクル」をリリース[14]。
- 8月28日、4thシングル「イヤヨイヤヨモスキノウチ!」をリリース[15]。
- 10月23日、5thシングル「Re:RISE -e.p.-」をリリース[16]。

2020年
- 3月18日、メジャー1stフルアルバム『ポップ・ステップ・ジャンプ!』をリリース[17]。
- 8月5日、6thシングル「Re:RISE -e.p.- 2」をリリース[18]。
- 12月9日、7thシングル「サヨナラナミダ／ほしのかけら」をリリース[19]。

2021年
- 2月24日、8thシングル「ピラミッド大逆転」をリリース[20]。
- 6月20日、1stデジタルシングル「君なんか好きにならない」をリリース[21]。

2022年
- 2月2日、9thシングル「燦々デイズ」をリリース[22]。同曲は令和4年アニソン大賞にて作曲賞を受賞した[23]。
- 3月16日、メジャー2ndフルアルバム『ナガレボシトレイン』をリリース[24]。
- 7月21日、8月末日を以てギター担当の寺西とベース担当のますだがバンドから卒業することを発表[25]。
- 8月26日、2ndデジタルシングル「ぎゅっと ずっと」をリリース[26]。

## メンバー

### メンバー
- 幹葉（みきは、6月14日 - ）
  - ボーカル担当。
  - 徳島県板野郡松茂町出身。
  - 徳島市立高校卒業[27]。
  - 多くの楽曲の作詞を手掛ける。

### 元メンバー
- やまと（3月8日 - ）
  - ドラムス担当。
  - 2017年12月に脱退[28]。
  - 現在はOKOJOのメンバーとして活動している。
- 寺西 裕二（てらにし ゆうじ、10月21日 - ）
  - ギター、コーラス担当。
  - 奈良県生駒市出身。
  - 在籍時は多くの楽曲の作詞・作曲を手掛けていた。
  - ますだとは小学校5年生以来の幼馴染。
  - 2022年8月末日をもって卒業[25]。
- ますだ（6月30日 - ）
  - ベース担当。
  - 奈良県生駒市出身。
  - 寺西とは小学校5年生以来の幼馴染。
  - 2022年8月末日をもって卒業[25]。

### サポートメンバー
- 岡本 啓佑（おかもと けいすけ、1990年10月21日 - ）
  - ドラムス担当。
  - スピラ・スピカ内の愛称は「けいちゃん」。
- 重永 亮介（しげなが りょうすけ、1987年3月15日 - ）
  - キーボード担当。
  - スピラ・スピカ内の愛称は「しげみ」。

## バンド名の由来
曲を聴いてくれる人たちが、落ち込んだり弱気になったりしてしまうような先の見えない暗い道のりにいても、星の光のように輝いて道を照らして導けるようなバンドになりたいという思いを込めた。
ラテン語で「生きている限り希望を持つことができる」という意味の「スピラ・スペラ」と、青く光る一等星「スピカ」を掛け合わせている。

## ディスコグラフィー

### シングル
|                | 発売日         | タイトル                    | 規格品番    | 規格品番   | 規格品番    | オリコン 最高位 | 収録アルバム                    |
| 初回限定盤     | 発売日         | タイトル                    | 通常盤      | 期間限定盤 |             | オリコン 最高位 | 収録アルバム                    |
| スノーマン     | スノーマン     | スノーマン                  | スノーマン  | スノーマン | スノーマン  | スノーマン      | スノーマン                      |
| -------------- | -------------- | --------------------------- | ----------- | ---------- | ----------- | --------------- | ------------------------------- |
| 1st            | 2015年3月      | Good For Nothing            |             |            |             |                 | 『ポップ・ステップ・ジャンプ!』 |
| スピラ・スピカ |                |                             |             |            |             |                 |                                 |
| 1st            | 2018年8月8日   | スタートダッシュ            | VVCL-1272~3 | VVCL-1274  | VVCL-1275   | 67位            | 『ポップ・ステップ・ジャンプ!』 |
| 2nd            | 2019年3月6日   | 小さな勇気                  | VVCL-1393~4 | VVCL-1395  |             | 90位            | 『ポップ・ステップ・ジャンプ!』 |
| 3rd            | 2019年5月29日  | 恋はミラクル                | VVCL-1453~4 | VVCL-1455  | VVCL-1456~7 | 43位            | 『ポップ・ステップ・ジャンプ!』 |
| 4th            | 2019年8月28日  | イヤヨイヤヨモスキノウチ!   | VVCL-1500~1 | VVCL-1502  | VVCL-1503~4 | 43位            | 『ポップ・ステップ・ジャンプ!』 |
| 5th            | 2019年10月23日 | Re:RISE -e.p.-              |             | VVCL-1537  |             | 43位            | 『ポップ・ステップ・ジャンプ!』 |
| 6th            | 2020年8月5日   | Re:RISE -e.p.- 2            | VVCL-1626~7 | VVCL-1628  |             | 19位            | 『ナガレボシトレイン』          |
| 7th            | 2020年12月19日 | サヨナラナミダ/ほしのかけら | VVCL-1773~4 | VVCL-1775  | VVCL-1776~7 | 24位            | 『ナガレボシトレイン』          |
| 8th            | 2021年2月24日  | ピラミッド大逆転            | VVCL-1818~9 | VVCL-1820  | VVCL-1821~1 | 34位            | 『ナガレボシトレイン』          |
| 9th            | 2022年2月2日   | 燦々デイズ                  |             | VVCL-2004  | VVCL-2005~6 | 18位            | 『ナガレボシトレイン』          |
| 10th           | 2025年8月6日   | アオとキラメキ              |             | VVCL-2720  | VVCL-2721~2 | 22位            |                                 |

### デジタルシングル
|     | 発売日        | タイトル               | 収録アルバム           |
| --- | ------------- | ---------------------- | ---------------------- |
| 1st | 2021年6月20日 | 君なんか好きにならない | 『ナガレボシトレイン』 |
| 2nd | 2022年8月26日 | ぎゅっと ずっと        | 『未知の設計図』       |
| 3rd | 2023年2月18日 | 最響未来ファンファーレ | 『未知の設計図』       |
| 4th | 2023年8月8日  | 私の物語               | 『未知の設計図』       |

### アルバム
|                | 発売日         | タイトル                    | 規格品番     | 最高位     |
| スノーマン     | スノーマン     | スノーマン                  | スノーマン   | スノーマン |
| -------------- | -------------- | --------------------------- | ------------ | ---------- |
| 1st            | 2015年12月18日 | スノウワンダーランド        | ALR-004      |            |
| 2nd            | 2017年3月15日  | 乗り越える（上）            | ALR-018A     |            |
| 3rd            | 2017年6月13日  | 乗り越える（下）            | ALR-019A     |            |
| スピラ・スピカ |                |                             |              |            |
| 1st            | 2018年5月2日   | 雪と星と僕ら                | TRJC-1081    | 251位      |
| メジャー1st    | 2020年3月18日  | ポップ・ステップ・ジャンプ! | VVCL-1615〜7 | 37位       |
| メジャー2nd    | 2022年3月16日  | ナガレボシトレイン          | VVCL-2012～4 | 42位       |
| 1stミニ        | 2024年2月28日  | 未知の設計図                | VVCL-2448    | 41位       |

### スプリットCD
| 1st | 2016年7月7日 | refrain | ALR-010 | 「metro polica」とのスプリットCD。 |

### 映像作品
- SACRA MUSIC FES.2019 -NEW GENERATION-（2019年10月30日）

## タイアップ曲
| 楽曲                       | タイアップ                                                                            | 時期   |
| -------------------------- | ------------------------------------------------------------------------------------- | ------ |
| スタートダッシュ           | テレビアニメ『ガンダムビルドダイバーズ』エンディングテーマ                            | 2018年 |
| 小さな勇気                 | 音楽番組『LisAni!NAVI』2019年1月クールテーマソング                                    | 2019年 |
| 恋はミラクル               | テレビアニメ『みだらな青ちゃんは勉強ができない』エンディングテーマ                    | 2019年 |
| イヤヨイヤヨモスキノウチ！ | テレビアニメ『通常攻撃が全体攻撃で二回攻撃のお母さんは好きですか?』オープニングテーマ | 2019年 |
| リライズ                   | Webアニメ『ガンダムビルドダイバーズRe:RISE』1st Seasonオープニングテーマ              | 2019年 |
| 僕らのPRIDE                | 明治安田生命J2リーグジュビロ磐田2020年シーズンソング                                  | 2020年 |
| Twinkle                    | Webアニメ『ガンダムビルドダイバーズRe:RISE』2nd Seasonエンディングテーマ              | 2020年 |
| ハートフル                 | Webアニメ『ガンダムビルドダイバーズRe:RISE』2nd Seasonエンディングテーマ              | 2020年 |
| サヨナラナミダ             | テレビアニメ『戦翼のシグルドリーヴァ』エンディングテーマ                              | 2020年 |
| サヨナラナミダ             | テレビ神奈川（tvk）制作音楽情報バラエティ番組『関内デビル』12月度エンディングテーマ   | 2020年 |
| ほしのかけら               | テレビアニメ『戦翼のシグルドリーヴァ』挿入歌                                          | 2020年 |
| ピラミッド大逆転           | テレビアニメ『俺だけ入れる隠しダンジョン』オープニングテーマ                          | 2021年 |
| UNITE                      | 明治安田生命J2リーグジュビロ磐田2021年シーズンソング                                  | 2021年 |
| 君なんか好きにならない     | 漫画『今度は殺されたくないアザラシさん』テーマソング                                  | 2021年 |
| 夏のキセキ                 | ロート製薬 爽快系目薬 ロートZ! CMソング                                               | 2021年 |
| 燦々デイズ                 | テレビアニメ『その着せ替え人形は恋をする』Season 1オープニングテーマ                  | 2022年 |
| Go Beyond                  | 明治安田生命J1リーグジュビロ磐田2022年シーズンソング                                  | 2022年 |
| 君に伝えたいことがあるんだ | テレビアニメ『その着せ替え人形は恋をする』Season 1挿入歌                              | 2022年 |
| ぎゅっと ずっと            | リラックマ 20周年記念『リラックマ アンサンブルツアー』ツアーソング                    | 2022年 |
| じょいふる                 | BS11制作バラエティ番組『なすなかにしのゲームキングダム』オープニングテーマ            | 2022年 |
| 最響未来ファンファーレ     | 明治安田生命J2リーグジュビロ磐田2023年シーズンソング                                  | 2023年 |
| FIRE SPIRIT                | 明治安田J1リーグジュビロ磐田2024年シーズンソング                                      | 2024年 |
| アオとキラメキ             | テレビアニメ『その着せ替え人形は恋をする』Season 2オープニングテーマ                  | 2025年 |

## イベント

### 有料配信ライブ
| 日程           | タイトル                                                             |
| -------------- | -------------------------------------------------------------------- |
| 2020年12月19日 | スピラ・スピカ Online One-Man Live2020『全国各地へ！届け、エール！』 |

### イベント出演
2019年
- 5月18‐19日 SACRA MUSIC FES.2019 –NEW GENERATION-（幕張メッセ）
- 7月21日 カローラ福岡Presents NUMBER SHOT 2019
- 7月28日 TBC夏祭り2019
- 8月11日 TREASURE05X 2019
- 9月1日 Animelo Summer Live 2019 -STORY-（さいたまスーパーアリーナ）
- 9月29日 四国放送まつり
- 10月26日 流通経済大学 つくばね祭
- 11月4日 Lovefes2019
- 12月7日 京 Premium Live 2019

2020年
- 1月25日 お母さんとマー君たちといっしょ～放送後イベントが全電通ホールで二回公演のお母さんは好きですか?～ （全電通ホール)
- 2月8日 リスアニ!LIVE 2020  （幕張メッセイベントホール）
- 2月23日 明治安田生命J2リーグ 開幕戦 ジュビロ磐田 VS モンテディオ山形(ヤマハスタジアム)
- 3月21日 ROCK COLOSSEUM 2020
- 4月11日 FM NORTH WAVE & WESS PRESENTS IMPACT！XV supported by アルキタ
- 12月6日 明治安田生命J2リーグ 第39節 ジュビロ磐田 VS 大宮アルディージャ(エコパスタジアム)

2021年
- 2月27日 リスアニ!LIVE 2021 SATURDAY STAGE　(日本武道館)
- 3月6日 明治安田生命J2リーグ 第2節 ジュビロ磐田 VS FC町田ゼルビア(ヤマハスタジアム)
- 8月27日 Animelo Summer Live 2021 -COLORS-
- 12月5日　明治安田生命J2リーグ 第42節　ジュビロ磐田 VS ブラウブリッツ秋田(ヤマハスタジアム)

2022年
- 8月27日 Animelo Summer Live 2022 -Sparkle-（さいたまスーパーアリーナ）
- 11月27日 SACRA MUSIC FES. 2022 -5th Anniversary-

2023年
- 2月21日 明治安田生命J2リーグ 第1節　ジュビロ磐田 VS ファジアーノ岡山（ヤマハスタジアム）※幹葉のみ

2024年
- 9月13日 SMA 50th Anniversary presents Precious Your Shining ～豆～（Spotify O-EAST）[52]
- 9月22日 ナガノアニエラフェスタ2024（長野県佐久市 駒場公園）[53][注 2]）

2025年
- 6月14日 - FLOW THE FESTIVAL 2025 (DAY2)（ぴあアリーナMM）[56][57][注 3]

## 出演

### 広告
- 京急電鉄「三浦半島 for YOU 篇」、「三浦半島 for YOU 冬春 篇」（CMソング歌唱）

### ラジオ番組

#### 現在のレギュラー番組
- A-Voice -ROAD TO MUSICIAN- スピラ・スピカ【やっほーラジオ】（エフエム徳島）※第4週を担当、幹葉のみ[58]
- スピラ・スピカ 幹葉のちょっと喋らせて～!（エフエム福岡、2020年10月 - 、）※『あにぺろ』内第1火曜コーナー、幹葉のみ[59]
- YOKOHAMA RADIO APARTMENT 「笑顔モリモリらじお☆彡」（横浜エフエム放送）幹葉のみ[60]

#### 過去のレギュラー番組
- JFN PARK「スピラ・スピカもスキノウチ!」（2019年9月）
- 笑顔モリモリらじお (横浜エフエム放送『Tresen』コーナー番組) （2020年4月6日 - 2021年3月29日 ）※幹葉のみ[59]
- 劇団サンバカーニバル (エフエム富士、2021年4月 - 、2022年3月)※幹葉のみ[61]
- Starry Forest  (横浜エフエム放送、2021年4月 - 、2022年3月)※『Tresen』コーナー番組、幹葉のみ[59]

### テレビ番組
- Anison Days 第290回（BS11、2023年2月17日）※幹葉のみ[62]

### インターネット配信
- THE FIRST TAKE（YouTube）
  - 第561回「燦々デイズ」（2025年6月27日公開）[63]
  - 第566回「アオとキラメキ feat. REAL AKIBA BOYZ」（2025年7月9日公開）※「REAL AKIBA BOYZ」と共演[64][65]。